# Battaglia di Gorizia (1943)
(Ondina Peteani Note, 1990)
La battaglia di Gorizia si svolse fra l'11 e il 26 settembre 1943 fra le truppe tedesche, che stavano occupando Gorizia nell'ambito dell'Operazione Achse, e militari italiani che restarono fedeli all'alleato tedesco dopo l'8 settembre (decisi a respingere l'invasione del territorio italiano da parte dei partigiani titini e comunisti italiani), da una parte, e gli operai monfalconesi, costituitisi in brigata partigiana e appoggiati da unità partigiane slovene dall'altra.
La battaglia, che si articolò in una serie di cruenti scontri per il controllo delle linee ferroviarie ed aeroportuali del goriziano e divampò per quindici giorni, si concluse con la vittoria dell'esercito germanico, nettamente superiore per numero di effettivi ed armamenti. Fu la prima importante battaglia organizzata dalla resistenza italiana in Italia settentrionale.

## Lo svolgimento

### Il contesto
Alla notizia dell'avvicinarsi delle truppe tedesche, su iniziativa di Vinicio Fontanot, appartenente a una nota famiglia antifascista di Ronchi dei Legionari che in seguito cadde combattendo i tedeschi fra il 1943 e il 1944, molti operai monfalconesi, ancora in tuta da lavoro, ma armati, iniziarono a confluire a Cave di Selz, nei pressi di Ronchi, fin dal 10 settembre, per organizzare la difesa del territorio dall'invasione nazista. I convenuti, fra cui era presente la diciottenne Ondina Peteani e il futuro senatore Antonio Tambarin, decisero di passare in azione quanto prima costituendosi in Brigata (o Divisione) partigiana che battezzarono Brigata Proletaria. Ad essi si unirono, come si è già fatto accenno, anche alcuni ufficiali e soldati dell'ormai dissolto regio esercito italiano.

### Le ostilità
In un primo tempo scopo della Brigata appena formata era raggiungere Gorizia prima delle truppe germaniche. Ciò non fu possibile, dato che le truppe naziste si trovavano già alle porte della città giuliana (che fu occupata fra l'11 e il 12 settembre 1943). Venne allora deciso, come obiettivo prioritario, di resistere sulla linea Merna-Valvolciana, procedendo, nei giorni successivi, all'occupazione dell'aeroporto militare e delle due stazioni ferroviarie presenti sul territorio. In tal modo venne intaccato il sistema di comunicazioni e di rifornimenti delle truppe tedesche fra il Friuli, Gorizia e il Carso, dove era particolarmente attiva la resistenza dei partigiani slavi, capitanati dal comunista cattolico italo-sloveno Stojan Furlan. Quest'ultimo ordinò ad alcuni nuclei di partigiani sloveni, attivi in zona, di convergere sul teatro delle operazioni e lottare al fianco dei monfalconesi. I partigiani italiani comunisti e quelli sloveni collaborarono nelle operazioni, Caporetto venne occupata, e i combattenti si avvicinarono a Gorizia. Il giorno 16 settembre, nel pieno della battaglia, il Comitato di Liberazione sloveno proclamò l'annessione della Venezia Giulia alla Slovenia

## La fine
L'occupazione delle due stazioni e dell'aeroporto da parte dei partigiani, fu seguita dal contrattacco tedesco e dalla rioccupazione di tali obiettivi militari da parte della Wehrmacht. Qualche giorno più tardi una delle due stazioni fu riconquistata, a prezzo di forti perdite, dai partigiani italiani e sloveni, mentre l'aeroporto, teatro di nuovi e cruenti scontri, venne reso praticamente inagibile. La situazione per i tedeschi si era fatta difficile anche per la presenza, nella zona di Cividale, non lontano da Gorizia, del I raggruppamento della Brigata Garibaldi al comando di Mario Lizzero, che teneva occupato un consistente contingente di truppe germaniche. Il successivo impiego di gran parte degli effettivi della 24. Panzer-Division del II SS-Panzerkorps, che si unirono alla 71ª divisione di fanteria, infranse la resistenza dei partigiani italiani e sloveni che abbandonarono l'ultimo ridotto in loro possesso, Merna. Era l'alba del 26 settembre 1943.

## Le forze in campo
I tedeschi misero in campo, fin dal primo giorno, la 71ª divisione di fanteria che dovette essere successivamente rafforzata da alcuni reparti della 24ª divisione blindata appartenente al 2° Panzernkorp proveniente dalla Carinzia. Il comando era detenuto dal generale Ludwig Kübler (non presente nel teatro delle operazioni), massimo responsabile militare germanico durante l'invasione del Friuli e della Venezia Giulia. Si calcola che i combattenti tedeschi che parteciparono alla battaglia passarono dai circa 4000 - 5000 uomini iniziali a non meno di 8000 nella seconda settimana.
A tali truppe, perfettamente armate ed equipaggiate, si contrapposero circa 1500 - 2000 italiani e sloveni di cui 1000 - 1500 circa provenienti dai Cantieri Riuniti dell'Adriatico di Monfalcone, che, insieme ad alcuni ufficiali e soldati del disciolto regio esercito avevano costituito una brigata partigiana nota storicamente come Brigata Proletaria (o anche Divisione Proletaria). Tale Brigata, approntata grazie all'iniziativa di Vinicio Fontanot (che si riservò il comando di uno dei reparti o battaglioni), Giordano Tomasig, Camillo Donda e Ferdinando Marega, ricevette nei giorni successivi l'aiuto, prezioso, di alcune unità partigiane slovene particolarmente esperte agli ordini del cattolico Stojan Furlan (che però non partecipò personalmente alla battaglia).

## Le perdite
Non ci sono note le perdite di parte tedesca. Da parte italiana ci furono, per la sola Brigata Proletaria, circa cento morti oltre ad un numero ben maggiore di feriti. A tali perdite si devono aggiungere quelle di parte slovena, mai quantificate. Alcuni dei sopravvissuti andarono ad ingrossare le file della brigata Garibaldi-Trieste, altri rientrarono al lavoro, altri ancora, fatti prigionieri, vennero deportati in Germania. Fra questi ultimi persero la vita nei campi di concentramento tedeschi i capi partigiani Camillo Donda e Ferdinando Marega.

## Analisi storica
La battaglia di Gorizia, che ha avuto luogo in concomitanza con gli scontri durante la cosiddetta mancata difesa di Roma, è stato l'episodio più rilevante dell'opposizione armata che si sviluppò in Friuli-Venezia Giulia dopo l'8 settembre 1943 e ha assunto carattere quasi leggendario come primo scontro in campo aperto della guerra partigiana. Le sue effettive caratteristiche storiche sono ancora dibattute e alcune fonti ne riducono l'importanza e le dimensioni. Sue connotazioni principali furono:
- il carattere spontaneo della mobilitazione[15]. Molti operai fecero il loro ingresso nella Brigata Proletaria in tuta da lavoro
- il carattere composito delle forze resistenti in campo, in cui confluirono operai dei cantieri di Monfalcone ed ex militari del regio esercito
- il carattere multinazionale: resistenti italiani e sloveni collaborarono nei combattimenti
- le dimensioni che assunse. Una divisione tedesca affrontò circa un migliaio di operai monfalconesi e un reparto partigiano sloveno[16]
- il prolungato spazio temporale entro cui si sviluppò. Per circa quindici giorni la Brigata Proletaria monfalconese e i partigiani sloveni affrontarono l'esercito tedesco. Le truppe della Wehrmacht, molto superiori per uomini e mezzi, distrussero la brigata e rastrellarono tutta la regione. Solo una ventina di partigiani scamparono, nucleo della futura brigata Garibaldi Trieste[14]